# Tùy khúc Tây Ban Nha
Tùy khúc Tây Ban Nha (tiếng Nga: Каприччио на испанские темы, dịch ra là Capriccio trên chủ đề Tây Ban Nha)là tác phẩm cho dàn nhạc giao hưởng của nhà soạn nhạc người Nga Rimsky-Korsakov, Op.34, sáng tác vào năm 1887.